# Gloriana Villalobos
Gloriana de Jesús Villalobos Vega (San José, 20 de agosto de 1999), es una futbolista costarricense. Juega como volante y su actual equipo es el  Deportivo Saprissa de la Primera División de Costa Rica. Es internacional absoluta con la selección de Costa Rica, con la cual participó en el Mundial Femenino Canadá 2015 convirtiéndose así en la jugadora más joven de cualquier categoría de fútbol en participar una Copa Mundial. También ganó con su selección la medalla de bronce en los Juegos Panamericanos Lima 2019.

## Trayectoria
Su amor por el fútbol empezó a los cinco años, al jugar con Mauricio, su hermano gemelo, y Diego, en el barrio El Socorro, en San Miguel de Santo Domingo, en Heredia. Desde los 7 años hasta los 11 jugó en un equipo de hombres y luego pasó a Primera División con el Saprissa FF. Luego llegaron visores de la selección al equipo y fue llamada a la Selección.
En Primera División debutó a los 12 años con Saprissa FF

## Selección nacional
En el 2014 fue convocada por el técnico uruguayo Carlos Avedissian a la selección mayor para disputar el Premundial de la Uncaf, que se realizó en Guatemala. Durante el Mundial femenino de Canadá 2015, Gloriana se convirtió en la jugadora más joven de la historia en  participar en un mundial mayor en cualquier categoría de fútbol, con solo 15 años de edad.

### Participaciones en mundiales
| Mundial                     | Sede       | Resultado     |
| --------------------------- | ---------- | ------------- |
| Copa Mundial Sub-17 de 2014 | Costa Rica | Primera ronda |
| Copa Mundial Sub-20 2014    | Canadá     | Primera ronda |
| Copa Mundial de 2015        | Canadá     | Primera ronda |

## Clubes
| Club                     | País           | Año       |
| ------------------------ | -------------- | --------- |
| Deportivo Saprissa       | Costa Rica     | 2012-2016 |
| Florida State University | Estados Unidos | 2017—2019 |
| Deportivo Saprissa       | Costa Rica     | 2019      |
| C.S Herediano            | Costa Rica     | 2020-2022 |
| Deportivo Saprissa       | Costa Rica     | 2022-Act  |

## Palmarés

### Títulos nacionales
| Título                         | Equipo          | País       | Año  |
| ------------------------------ | --------------- | ---------- | ---- |
| Primera División de Costa Rica | C. S. Herediano | Costa Rica | 2020 |